# SonntagsZeitung
Die SonntagsZeitung ist eine Schweizer Sonntagszeitung aus dem Verlagshaus Tamedia, die seit dem 11. Januar 1987 erscheint.

## Inhalt
Die SonntagsZeitung war bis November 2009 in neun, danach noch in acht Bünde gegliedert: Nachrichten, Fokus, Sport, Kultur, Wirtschaft, Wissen, Trend und Reisen. Die Redaktionen der Ressorts Kultur, Gesellschaft, Wissen, Reisen, Sport und seit 2017 auch Wirtschaft arbeiten sowohl für den Tages-Anzeiger wie die SonntagsZeitung. Die Zeitung enthält zusätzlich die Beilage Alpha – Der Kadermarkt mit Stelleninseraten, der auch jeweils schon der Samstagsausgabe des Tages-Anzeigers beiliegt.

## Kenndaten
- Chefredaktor: Arthur Rutishauser
- Verlagsleiter: Marcel Tappeiner
- Anzeigenleiter: Adriano Valeri

Konkurrenten sind die NZZ am Sonntag, der SonntagsBlick und die Zentralschweiz am Sonntag. Die Ostschweiz am Sonntag erscheint seit November 2017 nur noch digital.
Seit Anfang 2018 erstellen nur noch je eine deutsch- und eine französischsprachige Tamedia-Redaktion den internationalen/nationalen Mantel (Inland, Ausland, Wirtschaft und Sport) für die 12 bezahlten Tages- und 2 Sonntagszeitungen der Tamedia. Chef der deutschsprachigen Mantelredaktion ist der Chefredaktor der SonntagsZeitung, Arthur Rutishauser. Als Chefredaktor des Tages-Anzeigers wurde er von Judith Wittwer abgelöst.
Die WEMF-beglaubigte Auflage beträgt 147'566 (Vj. 153'365) verkaufte bzw. 152'566 (Vj. 158'924) verbreitete Exemplare, die Reichweite 549'000 (Vj. 558'000) Leser (WEMF MACH Basic 2018-II). Unterdessen sank die Reichweite weiter auf rund 465'000 (WEMF Mach Basic 2023-1).
Wie alle gedruckten Zeitungen muss die SonntagsZeitung seit einigen Jahren eine sinkende Auflage hinnehmen, wenn auch weniger stark als die Tageszeitungen. Die verkaufte Auflage fiel seit 2008 um 54'575 von 202'141 auf 147'566 Exemplare, das sind 27 %.

Entwicklung der verkauften Auflage nach WEMF-Auflagebulletins (s. Details 2008 und 2018)